# Malakal
Malakal is een stad in Zuid-Soedan en is de hoofdplaats van de staat Upper Nile. Malakal telt 139.450 inwoners (2010).

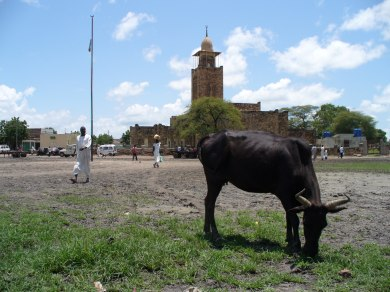
Malakal